# CAP Owendo
Der Club Athletique Publique Owendo war ein Fußballverein aus Gabun.

## Geschichte
Seine größten Erfolge feierte der Verein Anfang der 1980er Jahre, als man sich zweimal für den African Cup Winners’ Cup qualifizieren konnte. 1983 unterlag man in der ersten Runde dem nigerianischen Verein Stationery Stores nach einem Unentschieden mit 0:1. 1984 sollte der Verein gegen Agaza Lomé spielen, doch die gabunische Regierung löste den Club vor der ersten Runde auf.

## CAP Owendo in den afrikanischen Wettbewerben
| Saison | Wettbewerb               | Runde    | Land    | Verein            | Heim | Auswärts |
| ------ | ------------------------ | -------- | ------- | ----------------- | ---- | -------- |
| 1983   | African Cup Winners’ Cup | 1. Runde | Nigeria | Stationery Stores | 0:1  | 0:0      |
| 1984   | African Cup Winners’ Cup | 1. Runde | Togo    | OC Agaza          | o/w  | o/w      |